# Marguerite Nicolas
Marguerite Nicolas (Perros-Guirec, 19 aprile 1916 – Clichy, 27 novembre 2001) è stata un'altista francese.
Partecipò ai Giochi olimpici di Berlino 1936, dove si classificò quarta dopo la squalifica di Dora Ratjen.

## Palmarès
| Anno | Manifestazione  | Sede    | Evento        | Risultato | Prestazione | Note                          |
| ---- | --------------- | ------- | ------------- | --------- | ----------- | ----------------------------- |
| 1936 | Giochi olimpici | Berlino | Salto in alto | 4ª        | 1,58 m      | Miglior prestazione personale |